# Гарольд Пінтер
Га́рольд Пі́нтер (англ. Harold Pinter; 10 жовтня 1930, Лондон — 24 грудня 2008) — британський драматург, поет, режисер та актор єврейського походження, лауреат Нобелівської премії з літератури 2005 року.

## Біографія
Народився 10 жовтня 1930 року в Лондоні.
Після закінчення школи вступив до Королівської академії драматичного мистецтва, але невдовзі залишив цей престижний заклад.
Його акторська кар'єра розпочалася 1951 року в Ірландії, у старомодній мандрівній театральній трупі під керівництвом Енью Максмастера. Через два роки Г.Пінтер перейшов до трупи Дональда Вульфіта, яка віддавала перевагу класичному репертуару.
Наприкінці 1950-х років про нього почали говорити як про талановитого драматурга.
Першу п'єсу молодого автора — «Кімната» — поставили у травні 1957 року студенти факультету драми Бристольського університету.
Г.Пінтер загалом написав 32 п'єси. Серед його найкращих творів — «Сторож» (1960), «Колекція» (1962), «Коханець» (1963), «Повернення додому» (1965), «Зрада» (1978).
Хоча зовнішні прикмети драматургії Пінтера відповідають реалістичному театру, проте відносини між персонажами і розвиток діалогу та подій непередбачувані й нетипові, допускаючи різні тлумачення. Ім'я Пінтера навіть дало назву літературному визначенню «пінтеризм», який відображає специфічну письменницьку манеру драматурга.
Пінтер був відомий також як режисер і сценарист художніх фільмів. Він написав сценарії для відомої кінотрилогії Джозефа Лоузі «Слуга» — «Нещасний випадок» — «Посередник» (1963, 1967, 1971). За участю Пінтера був створений знаменитий політичний трилер Майкла Андерсона «Меморандум Квіллера» (1966).
За його ж сценарієм був поставлений фільм «Останній магнат» за романом Френсіса Скотта Фіцджеральда (1976). Ще одна знаменита картина за сценарієм Гарольда Пінтера — «Коханка французького лейтенанта» за романом Джона Фаулза (1981). У 1990 році Пінтер адаптував для екрану роман Маргарет Етвуд «Історія служниці», в 1996 році брав участь в екранізації романа Франца Кафки «Процес».
Гарольд Пінтер написав кілька сценаріїв за своїми власними п'єсами. Так, в 1963 році в США був знятий фільм «Сторож», а в 1983 році з'явилася кіноверсія «Зради». Як кіноактор Пінтер знявся в невеликих ролях у кількох фільмах.
2003 року драматург видав збірку поезій «Війна», в якій висловив свій осуд американо-британського вторгнення в Ірак. Збірка була удостоєна поетичної нагороди імені Вілфреда Оуена. Остання п'єса драматурга «У пошуках втраченого часу» (або «Спогад про минуле») написана в 2000 році за мотивами однойменного романа-епопеї Марселя Пруста; вона була поставлена в лондонському Національному театрі.
Всього Пінтер написав 29 театральних п'єс і 26 кіносценаріїв.
Політика та міжлюдські конфлікти в умовах класового суспільства — це провідні мотиви найкращих його кінотворів: «Нещасний випадок», «Посередник», «Меморандум Квіллера», «Спека дня», «Комфорт чужинців» і «Залишки дня».
Був чоловіком британської акторки Вів'єн Мерчант.
Навесні 2005 року 74-літній письменник оголосив про те, що більше не має наміру писати п'єси, однак продовжуватиме працювати в інших жанрах, передусім у поезії.
Він був кавалером ордена Британської імперії, ордену Пошани, ордену Почесного легіону, лауреатом багатьох нагород, зокрема премії Кафки, Піранделло, Шекспіра, театральної премії імені Лоуренса Олів'є, французького призу «Мольєр», почесним доктором наук півтора десятків європейських університетів.
Помер 2008 року. Похований на кладовищі Кенсал-Грін у Лондоні.

## Театр Гарольда Пінтера

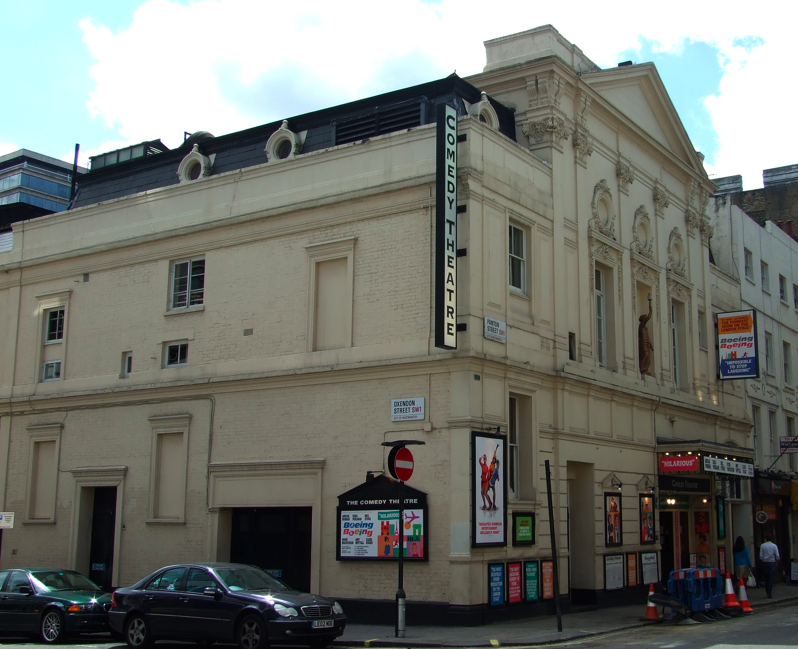
Театр комедії, 2007 рік

У вересні 2011 року власники британських театрів, Ambassador Theatre Group (ATG), оголосили, що перейменовують свій Театр комедії на вулиці Пантон-стріт у Лондоні в Театр Гарольда Пінтера. Говард Пантер, генеральний та креативний директор ATG, сказав ВВС:
|  | Робота Пінтера стала невід'ємною частиною історії Театру комедії. Перейменування одного з наших найуспішніших театрів у Вест-Енді є належною шаною людині, яка залишила такий слід у британському театрі, він за свою більш ніж 50-річну кар'єру одержав визнання як один із найвпливовіших сучасних британських драматургів.Оригінальний текст (англ.) The work of Pinter has become an integral part of the history of the Comedy Theatre. The re-naming of one of our most successful West End theatres is a fitting tribute to a man who made such a mark on British theatre who, over his 50 year career, became recognised as one of the most influential modern British dramatists. |

## Українські переклади
- «Це єдине, що дійсно трапилося». — К.: Темпора, 2015. 292 с. ISBN 978-617-569-216-5. Переклав Іван Непокора